# Tom Holland (director de cine)
Thomas Lee Holland (Poughkeepsie, Nueva York, 11 de julio de 1943) es un guionista, actor y director estadounidense, que destaca por sus trabajos en el género de terror.

## Biografía
Se graduó en la Worcester Academy en 1962, a la edad de 19 años. Es tío de Dexter Holland, cantante de la banda punk rock The Offspring, y padre del actor Josh Holland.
Se inició en la industria cinematográfica desempeñando diversas funciones como ayudante de dirección, montador, actor y guionista. Este último rol fue el que le permitió salir del anonimato al escribir una continuación de la obra maestra de Alfred Hitchcock, Psicosis. En su guion con un clima de suspense realmente notable, Holland devolvía a las pantallas a Norman Bates, veintitrés años después de su primera aparición. La película se tituló Psicosis II (1983), dirigida por Richard Franklin e interpretada por Anthony Perkins, como protagonista, y coprotagonizada por Vera Miles y Robert Loggia.
Después del éxito comercial de esta película, en dos años Holland se convirtió en director de cine. Su primer film se tituló: Noche de miedo (1985; en inglés, Fright Night), protagonizada por Chris Sarandon, William Ragsdale y Roddy McDowall. Con guion del propio Holland, esta película aborda el tema del vampirismo actualizándolo, siendo dirigida a adolescentes y teniendo un importante éxito de taquilla. Tres años después, se realizaría una segunda parte, Noche de miedo II (Fright Night 2. 1988), esta vez, dirigida por Tommy Lee Wallace.
La segunda vez que Tom Holland se colocó detrás de las cámaras fue para dirigir Fatal Beauty (1987), un thriller semi cómico protagonizado por Whoopi Goldberg, Sam Elliott y el cantante hispano Rubén Blades. Este segundo film tuvo poco éxito. 
Su tercer largometraje fue Child's Play (Muñeco diabólico, 1988), del que también fue guionista, que alcanzó una enorme popularidad incluso fuera de los ambientes cinematográficos y fue considerada como una de las cinco películas más taquilleras de aquel año en todo el mundo. Holland volvió a contar en esta película con el actor Chris Sarandon; también intervinieron Catherine Hicks y Brad Dourif. La historia narra las sanguinarias andanzas del diabólico muñeco Chucky, poseído por el alma de un violador psicópata ya fallecido.
También dirigió algunos episodios de la popular serie de terror Tales from the Crypt. Su primer capítulo en 1989 se tituló "Lover Come Hack to Me" (1.ª temporada, capítulo 5), contando como protagonistas con la actriz Amanda Plummer y Stephen Shellen. El segundo capítulo dirigido en 1990, tuvo de protagonista a Patricia Arquette y se tituló: "Four-Sided Triangle" (2.ª temporada, capítulo 9). Su tercer y último capítulo en la serie fue dirigido en 1992, con título "King of the Road" (4.ª temporada, capítulo 9), contó en el reparto con el luego afamado actor Brad Pitt, quien realizó su primera incursión en una serie de terror.
En 1993 escribió y dirigió La suplente, en inglés The Temp, protagonizada por Timothy Hutton, Lara Flynn Boyle y Steven Weber.
En 1995 fue el guionista y director de una miniserie de TV titulada The Langoliers, basada en un relato corto de Stephen King y protagonizada por famosos actores televisivos y de cine: Dean Stockwell, Patricia Wettig, David Morse, Mark Lindsay Chapman, Bronson Pinchot y Cristopher Collet entre otros. La miniserie narra la historia de 10 pasajeros, que en un viaje nocturno, se quedan dormidos y al despertar se encuentran solos en el avión. No saben lo que está ocurriendo, están confusos y al descubrir que en el mundo en el que están no queda nadie, deberán resolver el misterio antes de que sea demasiado tarde.
Un año después, en 1996, dirigió su cuarto largometraje, Maleficio (Thinner), basado nuevamente en una novela de Stephen King. La película está protagonizada por Robert John Burke, Joe Mantegna, Lucinda Jenney y Michael Constantine. Narra la historia de un abogado con problemas de peso que en una noche, mientras va con su mujer en el coche, atropella a una vieja gitana. Esto provoca que el esposo de ella le lance un maleficio junto con otras dos personas, las cuales en la vista judicial del accidente, consiguieron que la culpa no le recayera y así no tuviera ningún tipo de multa o antecedente. El maleficio hace que en poco tiempo vaya perdiendo peso y su cuerpo se vaya deteriorando.
Tom Holland volvió a la dirección en 2007 para dirigir un episodio de la serie Maestros del terror, "Todos gritamos por un helado", protagonizado por William Forsythe. El argumento del episodio es un claro homenaje a dos películas que tuvieron éxito en cine y televisión, It (1990) de Tommy Lee Wallace y El vendedor de helados (1995) de Paul Norman.
En 2008 dirigió un cortometraje web, 5 or die. En 2009 fundó junto a David Chackler la compañía de cine de terror Dead Rabbit Films.  Escribió y dirigió una serie web de antología de terror titulada Twisted Pales, que apareció en Fearnet en 2013 y se estrenó en formato doméstico en 2014.

## Filmografía

### Cine
- Fright Night (1985)
- Fatal Beauty (1987)
- Child's Play (1988)
- The Temp (1993)
- Thinner  (1996)
- To Hell with You (2010)
- Fright Night (2011)
- Rock, Paper, Scissors (2017)

Créditos en actuación
| Año  | Título                               | Rol                    | Notas                    |
| ---- | ------------------------------------ | ---------------------- | ------------------------ |
| 1963 | America America                      | (voz)                  | Inacreditado             |
| 1969 | Model Shop                           | Gerry                  |                          |
| 1969 | Changes                              | Roommate               |                          |
| 1970 | A Walk in the Spring Rain            | Boy                    |                          |
| 1972 | Josie's Castle                       | Leonard Robbins        |                          |
| 1983 | Psycho II                            | Deputy Norris          |                          |
| 2009 | The Crystal Lake Massacres Revisited | Charles Brewster       | Falso documental         |
| 2010 | Hatchet II                           | Bob                    |                          |
| 2014 | Digging Up the Marrow                | Himself                |                          |
| 2015 | Clowntown                            | The Clown with No Name | Película para televisión |
| TBA  | The Tarot                            | Uncle Walter           |                          |

### Televisión e Internet

#### Como director
| Año       | Título                  | Director | Escritor | Productor ejecutivo | Notas                                                                                             |
| --------- | ----------------------- | -------- | -------- | ------------------- | ------------------------------------------------------------------------------------------------- |
| 1978      | The Initiation of Sarah | No       | Story    | No                  | Television film                                                                                   |
| 1986      | Amazing Stories         | Sí       | No       | No                  | Episode: "Miscalculation"                                                                         |
| 1989-1992 | Tales from the Crypt    | Sí       | Sí       | No                  | Director: "Lover Come Hack to Me" & "King of the Road" Escritor y director: "Four-Sided Triangle" |
| 1990      | The Stranger Within     | Sí       | No       | No                  | Película para televisión                                                                          |
| 1991      | The Owl                 | Sí       | Sí       | Sí                  | Unsold pilot                                                                                      |
| 1992      | Two-Fisted Tales        | Sí       | No       | No                  | Película para televisión (segmento: "King of the Road")                                           |
| 1995      | The Langoliers          | Sí       | Sí       | No                  | Television miniseries (2 episodes)                                                                |
| 2006      | The Initiation of Sarah | No       | Story    | No                  | Película para televisión                                                                          |
| 2006      | Driven                  | Sí       | Sí       | Sí                  | Web short film                                                                                    |
| 2007      | Masters of Horror       | Sí       | No       | No                  | Episode: "We All Scream for Ice Cream"                                                            |
| 2008      | 5 or Die                | Sí       | No       | Sí                  | Película para televisión Web                                                                      |
| 2013      | Twisted Tales           | Sí       | Sí       | Sí                  | Serie de Internet (9 episodios)                                                                   |

#### Actuación
| Año       | Título                                 | Rol                   | Notas                                    |
| --------- | -------------------------------------- | --------------------- | ---------------------------------------- |
| 1958      | Telephone Time                         | Millsap               | Episodio: "Trail Blazer"                 |
| 1964      | 77 Sunset Strip                        | Al Killian            | Episodio: "Lover's Lane"                 |
| 1964      | Bob Hope Presents the Chrysler Theatre | Vic Burns             | Episodio: "Out on the Outskirts of Town" |
| 1965-1966 | A Flame in the Wind                    | Steve Reynolds #2     | 50 episodios                             |
| 1967      | Combat!                                | Pfc. Tommy Bishop     | Episodio: "Entombed"                     |
| 1968      | Felony Squad                           | LeRoy Baker           | Episodio: "Epitaph for a Cop"            |
| 1969      | My Friend Tony                         | Desconocido           | Episodio: "The Hazing"                   |
| 1969      | The Young Lawyers                      | David Harrison        | Episodio: "Pilot"                        |
| 1969      | Medical Center                         | Jess Yarnaby          | Episodio: "24 Hours"                     |
| 1978      | The Incredible Hulk                    | Steve Silva           | Episodio: "Another Path"                 |
| 1983      | The Winds of War                       | Devilfish Sub Captain | Episodio: "Into the Maelstrom"           |
| 1991      | The Owl                                | Mugger                | Piloto                                   |
| 1994      | The Stand                              | Carl Hough            | Miniserie de televisión (2 episodios)    |
| 1995      | The Langoliers                         | Harker                | Miniserie de televisión(2 episodios)     |
| 2007      | Masters of Horror                      | Invitado              | Episode: "We All Scream for Ice Cream"   |
| 2010      | Team Unicorn                           | Grandpa               | Episodio: "A Very Zombi Holiday"         |
| 2013      | Twisted Tales                          | El mismo/ Janitor     | Serie de internet(9 episodes)            |
| 2015      | 20 Seconds to Live                     | Bystander             | Episodio: "Evil Doll"                    |

## Recepción  crítica
| Película                | Puntaje de Rotten Tomatoes |
| ----------------------- | -------------------------- |
| The Beast Within (1982) | 13%                        |
| Class of 1984 (1982)    | 75%                        |
| Psycho II (1983)        | 59%                        |
| Scream for Help (1984)  | N/A                        |
| Cloak & Dagger (1984)   | 64%                        |
| Fright Night (1985)     | 91%                        |
| Fatal Beauty (1987)     | 23%                        |
| Child's Play (1988)     | 69%                        |
| The Temp (1993)         | 29%                        |
| The Langoliers (1995)   | 50%                        |
| Thinner (1996)          | 16%                        |
| Fright Night (2011)     | 72%                        |
| Rock Paper Dead (2017)  | N/A                        |